# Pascal Colpron
Pascal Colpron, né le 9 février 1973 à Montréal (Québec, Canada) est un dessinateur canadien francophone de bande dessinée.

## Biographie
Pascal Colpron réalise des études en graphisme, en arts visuels, en communication et en animation. Pendant une dizaine d'années, il travaille comme illustrateur dans une société d'effets spéciaux numériques. À la fin des années 2000, il se fait remarquer dans le milieu de la bande dessinée avec son blog BD qui raconte sa vie de jeune papa. 
Il assiste ensuite Delaf aux décors des albums quatre à sept de la série Les Nombrils. Il illustre en parallèle des couvertures de livres. En 2015, il crée pour le magazine jeunesse québécois Les Débrouillards une série historique intitulée Félix, Zoé et le Chronoscope. 
En 2019, il dessine Mort et déterré, une nouvelle série aux éditions Dupuis, avec Jocelyn Boisvert au scénario. D'abord publiée dans le journal Spirou, le premier album sort durant l'été 2019 et reçoit de bonnes critiques de la part de la presse spécialisée,. En 2020, le premier tome remporte le prix Yvette-Lapointe, décerné au meilleur album jeunesse de langue française publié par des auteurs canadiens.

## Œuvre
Mon petit nombril 
- 1 Mon petit nombril , La Pastèque, 2009
Scénario et dessin : Pascal Colpron -  (ISBN 978-2-922585-85-8)

Mort et déterré
- 1 Un cadavre en cavale, Dupuis, 2019
Scénario : Jocelyn Boisvert - Dessin : Pascal Colpron - Couleurs : Usagi -  (ISBN 978-2-8001-6992-7)
- 2 Pas de quartier pour les macchabées, Dupuis, 2021
Scénario : Jocelyn Boisvert - Dessin : Pascal Colpron - Couleurs : Usagi -  (ISBN 979-10-34733-41-5)

## Prix et distinctions
- 2020 : Prix Yvette-Lapointe, décerné au meilleur album jeunesse de langue française publié par des auteurs canadiens[4] pour Mort et déterré, tome 1, avec Jocelyn Boisvert
- 2022 : Finaliste Prix des libraires du Québec catégorie Québec - BD Jeunesse[7] pour Mort et déterré, tome 2, avec Jocelyn Boisvert